# Дошен, Илья
Илия Дошен (сербохорв. Илија Дошен / Ilija Došen; 14 сентября 1914, Ведро-Поле — 1991, Белград) — югославский военный и политический деятель, Народный герой Югославии. Генерал-майор в отставке, депутат Народной скупщины от СР Боснии и Герцеговины.

## Биография

### Довоенные годы
Родился 14 сентября 1914 в местечке Ведро-Поле недалеко от города Босански-Петровац. Окончил начальную школу села Оштрель, среднее образование получил в Приедоре, Требине и Бихаче. Окончил юридический факультет Белградского университета в 1940 году. В компартию был принят в 1936. Состоял во время обучения в клубе земледельцев и организации «Петар Кочич». В декабре 1940 года за сотрудничество с коммунистами был арестован и сослан в лагерь Междуречье близ Иваницы. В марте 1941 года бежал оттуда во время боевых действий.

### Народно-освободительная война
После оккупации страны занял должность в совете Босанского-Петроваца для организации подпольного антифашистского движения. В июле 1941 года был назначен политруком штаба партизанских войск в Босанском-Петроваце, секретарём горкома и членом Боснийского райкома. В годы войны занимал должность также редактора первой партизанской газеты «Голос Сербии» (серб. Глас Српске). Командовал 5-м Краинским партизанским отрядом, 10-й краинской ударной бригадой, 5-й и 10-й Краинскими дивизиями, 5-м боснийским армейским корпусом. Принимал участие в первых заседаниях ЗАВНОБИГ и АВНОЮ.

### Послевоенная карьера
Занимал разнообразные посты в аппарате СР Боснии и Герцеговины: министр внутренних дел, помощник министра торговли, председатель контрольной комиссии власти и так далее. На первом съезде Компартии Боснии и Герцеговины был избран в состав политбюро ЦК КП БиГ. Также занимал должность председателя Верховного суда СР Боснии и Герцеговины, Верховного суда Югославии, Союза ветеранов Народно-освободительной войны, различные должности в ЦК КПЮ и ЦК КП БиГ. Являлся секретарём Социалистического союза трудового народа БиГ и членом Совета Федерации СФРЮ, был депутатом Народной скупщины.
Генерал-майор в отставке. Награждён медалью «Партизанская память» и рядом орденов, Орден Народного героя Югославии и звание получил 27 ноября 1953.
Умер в Белграде.